# گوتاخ (شوارتسوالدبان)
گوتاخ (به آلمانی: Gutach) یک شهر در آلمان است که در ارتناوکرایس واقع شده‌است. گوتاخ ۲٬۲۲۳ نفر جمعیت دارد.